# Кубок Нидерландов по футболу 1898/1899
Кубок Нидерландов по футболу сезона 1898/1899 — 1-й в истории розыгрыш кубка страны. Главным спонсором кубка был бизнесмен Хак Холдерт, поэтому турнир был назван в его честь — Holdert beker (рус. Кубок Холдерта).
Решение о проведении турнира было принято 15 января 1898 года на заседании Нидерландской Футбольной Ассоциации. Попытка проведения кубка стала уже второй, ещё в 1895 году должен был состояться первый розыгрыш, но тогда кубок провести не удалось из-за малого количества заявок на участие в турнире. 
Финальный матч состоялся 8 мая 1899 года в районе Хемстеде города Харлем. Первым обладателем кубка стал амстердамский клуб РАП, обыгравший в финале в дополнительное время гаагский ХВВ со счётом 1:0. Автором гола в первом финале кубка стал футболист Ян Хисген.

## Первый раунд
| Дата           | Команда 1              | Счёт | Команда 2             |
| -------------- | ---------------------- | ---- | --------------------- |
| 27 ноября 1898 | БВВ (Бреда)            | 5:0  | Виктория (Роттердам)  |
| 27 ноября 1898 | Виктория (Вагенинген)  | 7:0  | Бе Квик (Гронинген)   |
| 27 ноября 1898 | ВП (Энсхеде)           | 5:0  | Гоу Эхед (Вагенинген) |
| 8 января 1899  | Аякс (Лейден)          | 5:0  | Харлем (Харлем)       |
| 8 января 1899  | РАП (Амстердам)        | 5:0  | Свифт (Амстердам)     |
| 8 января 1899  | Селеритас (Гаага)      | 5:0  | Конкордия (Делфт)     |
| 8 января 1899  | ХВВ (Гаага)            | 5:1  | Рапидитас (Роттердам) |
| 8 января 1899  | Херкюлес (Утрехт)      | 3:0  | Витесс (Арнем)        |
| 19 января 1899 | Волхардинг (Амстердам) | 3:1  | Квик (Амстердам)      |

## Второй раунд
| Дата           | Команда 1       | Счёт | Команда 2             |
| -------------- | --------------- | ---- | --------------------- |
| 29 января 1899 | РАП (Амстердам) | 4:1  | Аякс (Лейден)         |
| 29 января 1899 | ВП (Энсхеде)    | 5:0  | Виктория (Вагенинген) |
| 29 января 1899 | ХВВ (Гаага)     | 6:1  | Селеритас (Гаага)     |

- Команды БВВ, «Херкюлес» (Утрехт) и «Волхардинг» (Амстердам) прошли в следующий раунд не участвуя во втором раунде.

## Четвертьфинал
| Дата            | Хозяева         | Счёт | Гости                  |
| --------------- | --------------- | ---- | ---------------------- |
| 26 февраля 1899 | РАП (Амстердам) | 7:1  | БВВ (Бреда)            |
| 26 февраля 1899 | ВП (Энсхеде)    | 3:1  | Херкюлес (Утрехт)      |
| 30 апреля 1899  | ХВВ (Гаага)     | 2:1  | Волхардинг (Амстердам) |

## Полуфинал
| Дата          | Хозяева         | Счёт | Гости        |
| ------------- | --------------- | ---- | ------------ |
| 13 марта 1899 | РАП (Амстердам) | 2:1  | ВП (Энсхеде) |

- Команда ХВВ (Гаага) вышла в финал не участвуя в полуфинале.

## Финал
| 8 мая 1899      | \| РАП (Амстердам) \| 1:0 (отчёт) \| ХВВ (Гаага) \| \| Ян Хисген \| Голы \| \| | Стадион: Городской (Хемстеде, Харлем) Зрителей: ? Судья: Дейксхорн |
| РАП (Амстердам) | 1:0 (отчёт)                                                                    | ХВВ (Гаага)                                                        |
| Ян Хисген       | Голы                                                                           |                                                                    |